# Lamborghini Revuelto

Lamborghini Revuelto

De Lamborghini Revuelto is een sportwagen van het Italiaanse automerk Lamborghini. De Lamborghini Revuelto is de opvolger van de Lamborghini Aventador. De Revuelto heeft een plug-inhybride aandrijving met een V12-verbrandingsmotor die 757 kW (1015 pk) vermogen levert. De Revuelto werd onthuld in 2022, vlak voor het zestigjarige jubileum van Lamborghini, en ging in productie in 2023.